# إمبريال (مومباي)
إمبريال هو مبنى سكني يتكون من ناطحتي سحاب مزدوجتين في مومباي بالهند، ويعرف أيضًا باسم (البرجين التوأمين)، ويعد أطول مبنى مكتمل في البلاد. ويقع البرجين على شاطئ البحر في تارديو، في جنوب مومباي. وقد تم الانتهاء من عملية البناء وافتتاح البرجين عام 2010.

## الموقع
يقع الإمبريال في تارديو، في جنوب مومباي، وقام بتصميم البرجين المهندس المعماري حفيظ وشركة المقاولات خاصته، ويعدان البرجان الأكثر ارتفاعًا في مومباي، وبمثابة العمل المميز لحفيظ حتى ذلك الوقت. وتم تصميم البرجين التوأمين في المناطق العشوائية القديمة حيث تم تنفيذ النموذج الحالي لإعادة تطويرهم مع توفير الأراضي بالمجان وإعادة تأهيل للمقيمين في هذه الأحياء الفقيرة، في مقابل حقوق تطوير العقار، وتم تنفيذه لأول مرة على نطاق واسع. وقد استخدم هذا النموذج لإثبات أحقية الأحياء الفقيرة والمصانع في كل المدينة بشكل خاص وفي الهند بشكل عام.

## معرض صور

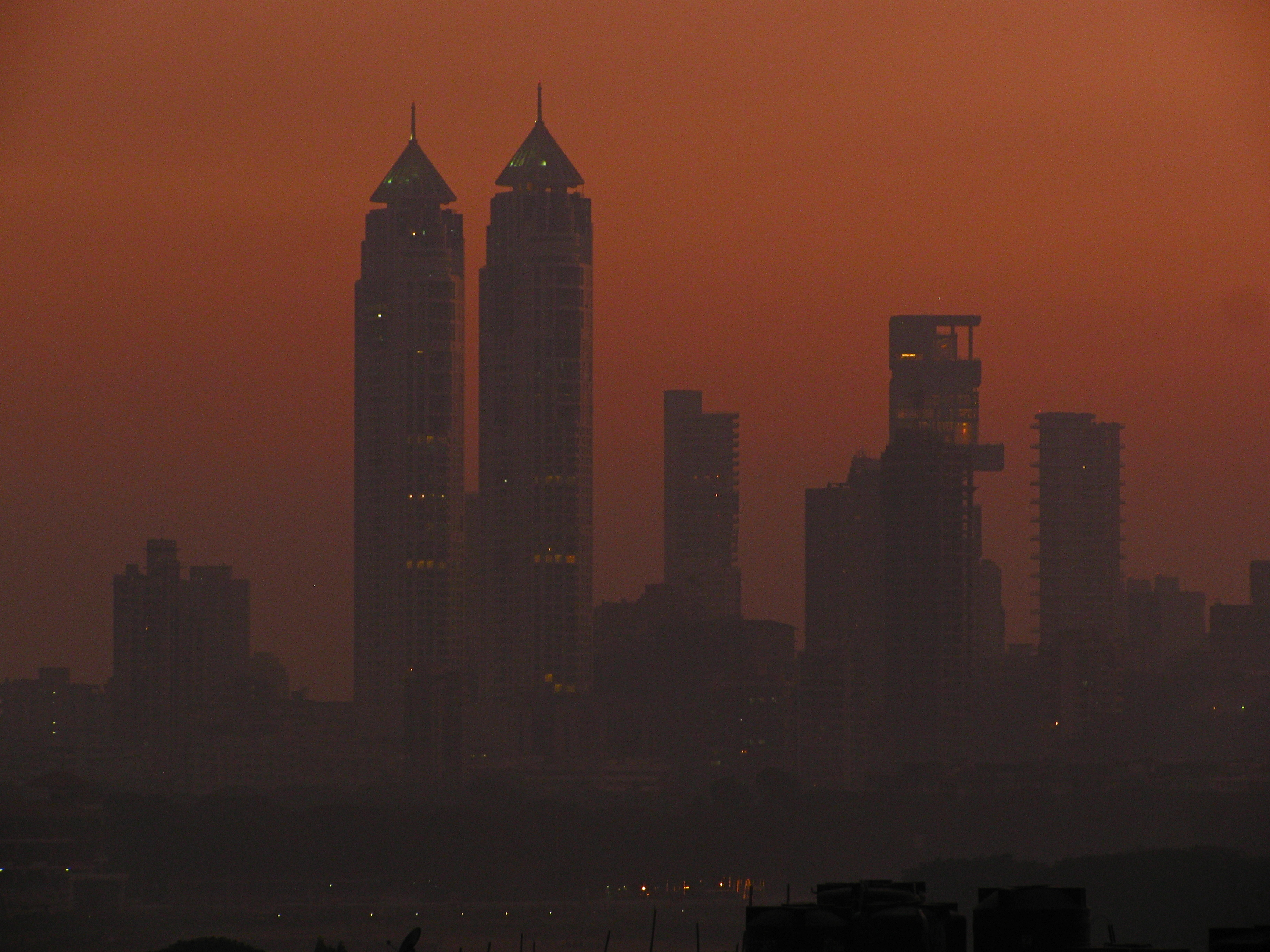
إمبريال وقت الغروب.
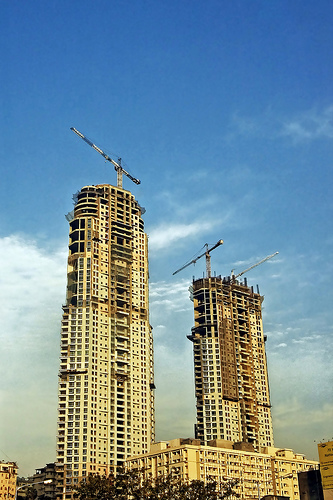
إمبريال تحت الإنشاء.
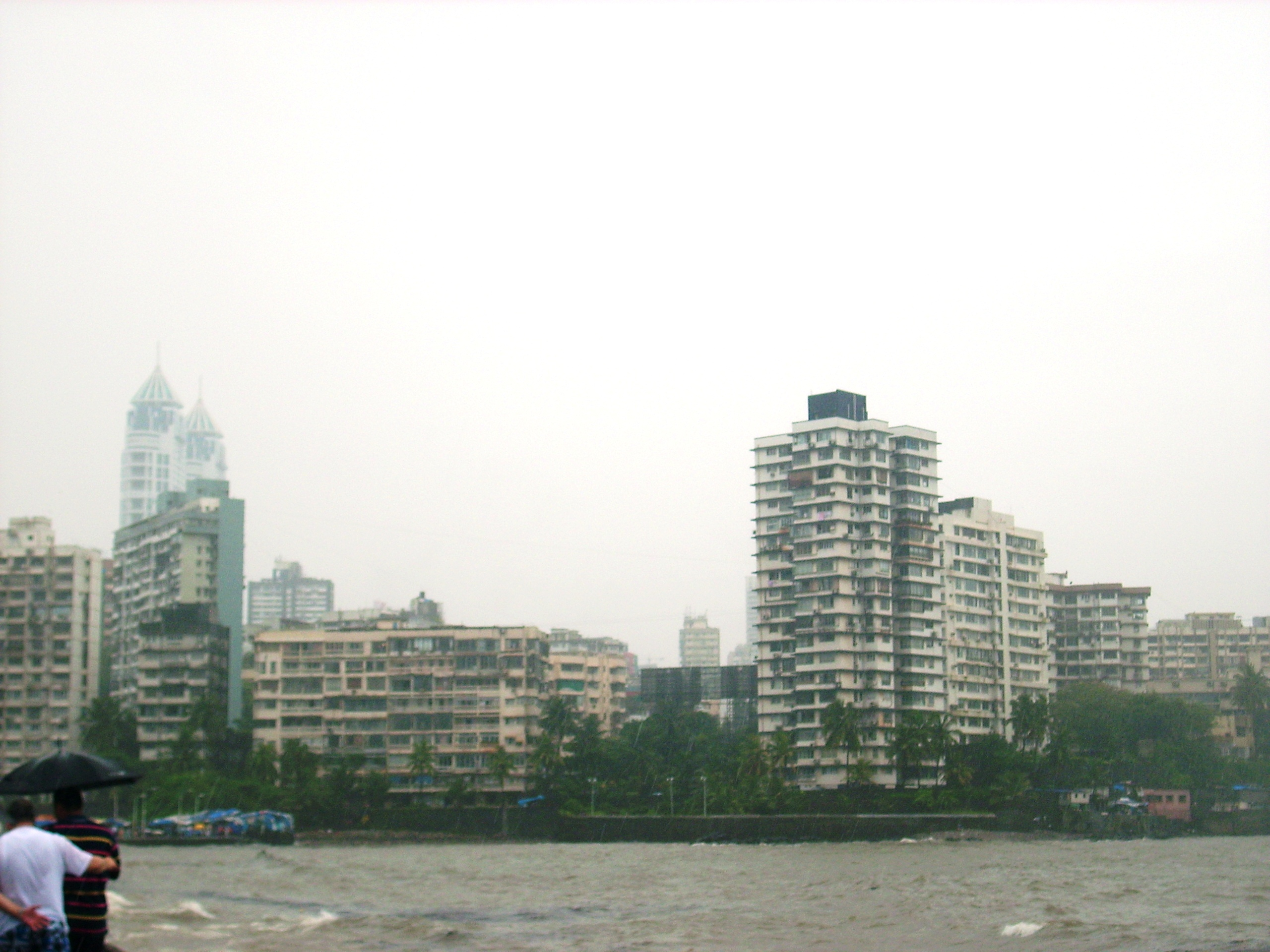
إمبريال من البحر مع مقارنتها مع المباني الأخرى.
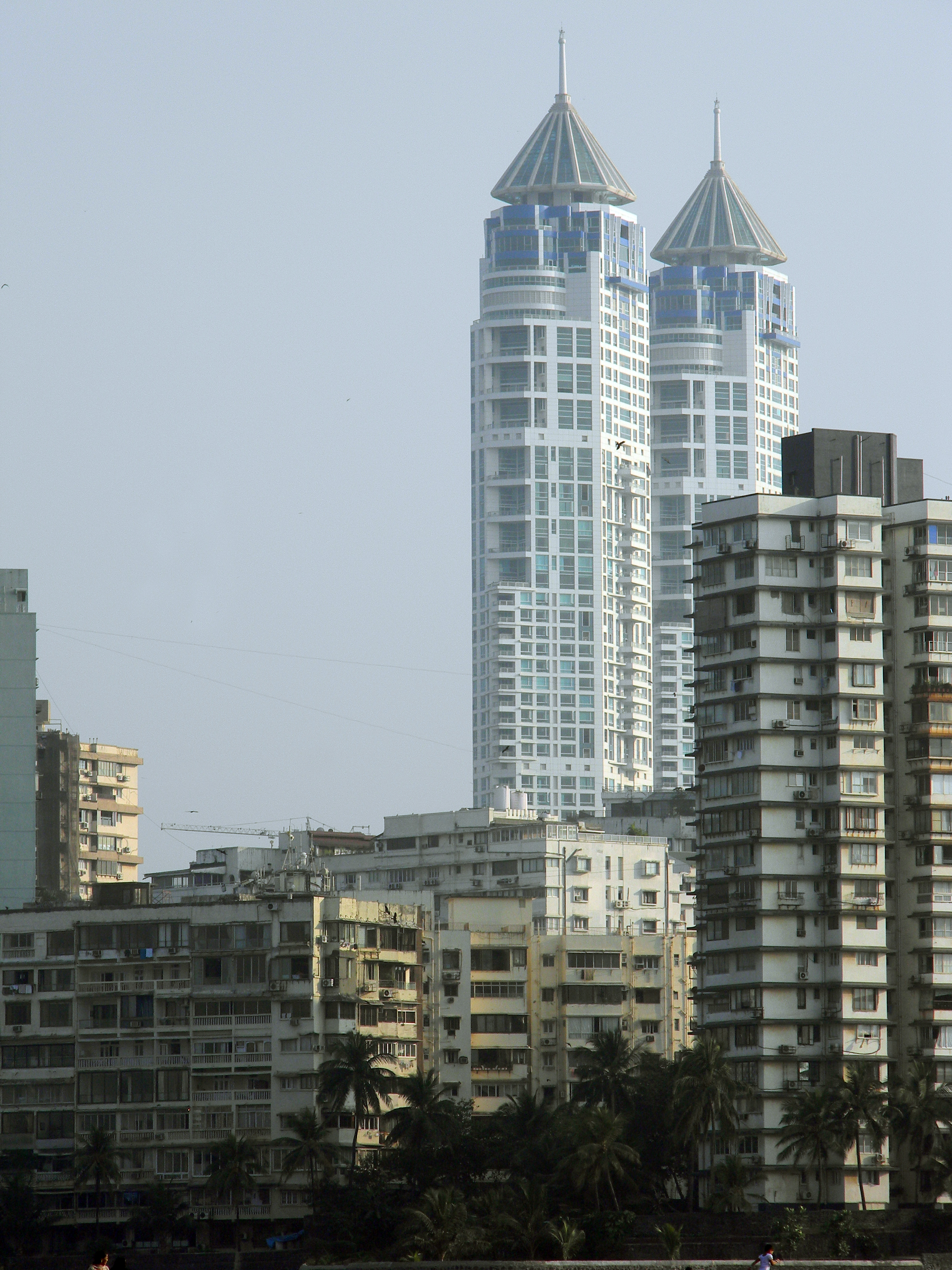
إمبريال في مقارنة مع المباني الأخرى.